# Шрамана
Шра́мана (санскр. श्रमण IAST: śramaṇa, пали समण IAST: samaṇa) — странствующий монах, аскет, религиозный подвижник в Древней Индии. Важной отличительной чертой шраманов являлось отрицание авторитета Вед. В качестве примера шрамана можно привести Махавиру или Сиддхартху Гаутаму.
Шраманы отказывались от семейных связей, путешествовали, жили подаянием. Многие шраманы практиковали умерщвление плоти.
Согласно типичной шраманской точке зрения, человек сам ответственен за свои поступки. Поэтому спасение может быть достигнуто каждым, независимо от касты или цвета кожи. Сансара рассматривалась как причина и основание для страдания. Главная цель любого живого существа — вырваться из круга рождений и смертей, что может быть достигнуто не через отвергаемые шраманами ритуалы, но через различного рода духовные практики, йогу в широком смысле этого слова.

## Этимология
Санскритское слово śramaṇa образовано от глагольного корня śram «прилагать усилия». Следовательно, śramaṇa значит «прилагающий усилия».